# Помона (Міссурі)
Помона (англ. Pomona) — переписна місцевість (CDP) в США, в окрузі Гавелл штату Міссурі. Населення — 440 осіб (2020).

## Географія
Помона розташована за координатами 36°52′6″ пн. ш. 91°54′48″ зх. д. / 36.86833° пн. ш. 91.91333° зх. д. (36.868397, -91.913232).  За даними Бюро перепису населення США в 2010 році переписна місцевість мала площу 9,25 км², з яких 9,24 км² — суходіл та 0,01 км² — водойми.

## Демографія
Згідно з переписом 2010 року, у переписній місцевості мешкало 511 особа в 206 домогосподарствах у складі 142 родин. Густота населення становила 55 осіб/км².  Було 236 помешкань (26/км²).
Расовий склад населення:
| - 96,5 % — білих - 0,8 % — корінних американців - 0,2 % — азіатів - 1,0 % — осіб інших рас |

До двох чи більше рас належало 1,6 %. Частка іспаномовних становила 3,1 % від усіх жителів.
За віковим діапазоном населення розподілялося таким чином: 25,8 % — особи молодші 18 років, 63,4 % — особи у віці 18—64 років, 10,8 % — особи у віці 65 років та старші. Медіана віку мешканця становила 38,5 року. На 100 осіб жіночої статі у переписній місцевості припадало 98,8 чоловіків;  на 100 жінок у віці від 18 років та старших — 94,4 чоловіків також старших 18 років.
Середній дохід на одне домашнє господарство  становив 49 297 доларів США (медіана — 33 036), а середній дохід на одну сім'ю — 56 704 долари (медіана — 34 524). За межею бідності перебувало 5,9 % осіб, у тому числі 0,0 % дітей у віці до 18 років та 6,2 % осіб у віці 65 років та старших.
Цивільне працевлаштоване населення становило 93 особи. Основні галузі зайнятості: виробництво — 71,0 %, інформація — 11,8 %, транспорт — 7,5 %.